# 김용식 (축구인)
김용식(金容植, 1910년 7월 25일~1985년 3월 8일)은 대한민국의 축구 선수이다. 본관은 개성(開城)이다. 한국이 일제강점기인 시절에 일본 축구 국가대표팀에 발탁되어 긴 요쇼쿠(일본어: 金 容植, きん ようしょく)라는 이름으로 1936년 하계 올림픽에 참가하였다. 해방 후 대한민국 축구 국가대표팀의 플레잉코치로 발탁되어 1948년 하계 올림픽에 참가하였다. 이후 대표팀 감독을 맡으며, 1954년 FIFA 월드컵, 1960년 AFC 아시안컵 등의 국제 대회에서 지휘를 맡았다. 1985년 당뇨병으로 74세의 나이로 세상을 떠났다.

## 어린 시절
황해도 신천에서 아버지 김주역의 슬하 3남 2녀 중 셋째아들이자 막내로 출생하였으며 지난날 한때 경기도 개성에서 잠시 유아기를 보낸 적이 있는 그는 이후 경성부에서 성장하였다. 경성 경신고등보통학교와 경성 보성전문학교를 졸업했다.

## 클럽 경력
1935년, 경성 축구단의 멤버로 전일본선수권대회(현재의 천황배)에서 우승하였다. 경성 축구단 이후에는 조선전업 축구단(현 경주 한국수력원자력 축구단의 비공식 전신), 육군 축구단에서 활동하였다.
교통부 축구단(현 대전 코레일 축구단)에서도 잠깐 활동한 것으로 보이나 정확한 시기는 알 수 없다.

## 국가대표팀 경력
1936년에 베를린에서 개최된 1936년 하계 올림픽에 일본 국가대표로 출전하여 조선 선수로는 유일하게 축구 종목에 출전하였다. 이 대회에서 〈베를린의 기적〉이라 불리던 8강 진출에 성공하였다. 이 대회에서 베를린으로 떠나는 배 갑판에서 우연히 손에 넣은 영국의 축구기술 서적을 읽고 축구는 체력이 아니라 기술이라는 사실을 발견한다. 이때부터 하루도 쉬지 않고 훈련하는 이른바 ‘1만 일 훈련’을 1936년 11월 15일에 시작해 1979년 1월 15일 마침내 뜻을 이룬다.
1948년 런던 올림픽에서는, 대한민국 대표로 출전하여 8강까지 진출하였다. 1952년에 현역에서 은퇴하였고. 1954년 FIFA 월드컵에서는 감독으로 참가하여 첫 월드컵 본선 진출을 일구어 냈다. 이 대회에서 김용식 감독은 "다 져도 좋다. 그러나 한 골만 넣자. 그래야만 전쟁 때문에 헐벗고 힘든 우리 국민들 조금이라도 속이 시원해지지 않겠나?"라는 유명한 어록을 남겼다.

## 지도자 경력
1968년에는 양지 축구단의 감독을, 1980년에는 할렐루야 축구단의 창단 감독을 맡았다.

## 행정가 경력
대한축구협회 부회장 겸 기술지도위원장을 지냈다.

## 심판 경력
한국인 최초로 FIFA 국제심판 자격증을 취득한 것으로 알려져 있다.

## 수상 내역
지병으로 타계한 1985년에 체육훈장 맹호장이 수여되었다. 2004년 대한축구협회가 추천한 FIFA '100주년 인물'이었기도 하며 2005년 홍덕영, 차범근, 거스 히딩크 감독 등 여섯 명과 함께 대한축구협회가 선정한 '명예의 전당'에 이름을 올리기도 했다.
현재 서울월드컵경기장에 있는 월드컵 기념관에 흉상이 장식되어 있다.

## 기록

### 국가대표팀
일본
| # | 날짜            | 장소       | 홈 팀    | 최종 결과 | 원정팀 | 대회               | 득점 | 비고 |
| - | --------------- | ---------- | -------- | --------- | ------ | ------------------ | ---- | ---- |
| 1 | 1936년 8월 4일  | 베를린     | 일본     | 3 - 2     | 스웨덴 | 1936년 하계 올림픽 | -    |      |
| 2 | 1936년 8월 7일  | 베를린     | 이탈리아 | 8 - 0     | 일본   | 1936년 하계 올림픽 | -    |      |
| 3 | 1940년 6월 16일 | 니시노미야 | 일본     | 1 - 0     | 필리핀 | 친선 경기          | -    |      |

 대한민국
| # | 날짜           | 장소 | 홈 팀    | 최종 결과 | 원정팀   | 대회               | 득점 | 비고 |
| - | -------------- | ---- | -------- | --------- | -------- | ------------------ | ---- | ---- |
| 1 | 1948년 8월 2일 | 런던 | 대한민국 | 5 - 3     | 멕시코   | 1948년 하계 올림픽 | -    |      |
| 2 | 1948년 8월 6일 | 런던 | 스웨덴   | 12 - 0    | 대한민국 | 1948년 하계 올림픽 | -    |      |

## 참고 문헌
- 잃어버린 우리 축구사 복원 프로젝트 5화 - 일본이 기억하고 한국이 잊은 축구의 신 김용식
- 잊혀진 '축구계 손기정' 김용식 선생
- 思友(사우) 잊을 수 없는 그때 그친구 <36> 金容植(김용식) <한국OB축구회회장 서울OB축구단회장> (1) 蹴球(축구)외길人生(인생) 蔡金錫(채김석)형
- 思友(사우) 잊을 수 없는 그때 그친구 <37> 金容植(김용식) <한국OB축구회회장서울OB축구단회장> (2) 영원한맞수 金成玕(김성간)형 金容植(김용식)
- 思友(사우) 잊을 수 없는 그때 그친구 <38> 金容植(김용식) <한국OB축구회회장 서울OB축구단회장> (3) 소꿉친구 李裕瀅(이유형)군
- 思友(사우) 잊을 수 없는 그때 그친 <39> 金容植(김용식) <한국OB축구회회장 서울OB축구단회장> (4) 나의 分身(분신) 朴奎楨(박규정) ·閔丙大(민병대)군
- 思友(사우) 잊을 수 없는 그때 그친구 <40> 金容植(김용식) <한국OB축구회회장 서울OB축구단회장> (5) 義俠(의협)남아 趙啓永(조계영)씨
- 김용식 先生

## 같이 보기
- 최정민 (1930년)